# Historische Revolutionäre Gedenkstätte Ssuk-sŏm
Die Historische Revolutionäre Gedenkstätte Ssuk-sŏm ist eine Gedenkstätte in Pjöngjang (Nordkorea).

## Geschichte
Am Ort  der heutigen Gedenkstätte traf sich Kim Il-sung am 2. Mai 1948 mit südkoreanischen Vertretern (sog. Einheitsfront)  um eine gemeinsame Strategie für die Zukunft eines Koreas unter der Ägide des Nordens zu erörtern. Letztlich scheiterten die Verhandlungen.

## Beschreibung
Die Anlage wurde am 10. August 1990 zum 45. Jahrestag der Befreiung Koreas von der japanischen Kolonialregierung mit einer feierlichen Zeremonie eingeweiht.
Den Mittelpunkt bildet das 13,5 m hohe Denkmal zu Ehren der Einheitsfront, dieses ist mit 56 Platten aus Granit ausgekleidet. Im gesamten ist die Anlage 380.000 m² groß und ist in die eigentliche Gedenkstätte (120.000 m²) und einen Park (260.000 m²) unterteilt.
Zu erreichen ist der Ort mit einer eigens eingerichteten Fähre oder über die Chungsong-Brücke. Die Gedenkstätte befindet sich auf der Insel Ssuk-sŏm im Taedong-gang (Stadtbezirk Rakrang-guyŏk).